# McCune–Reischauer-átírás

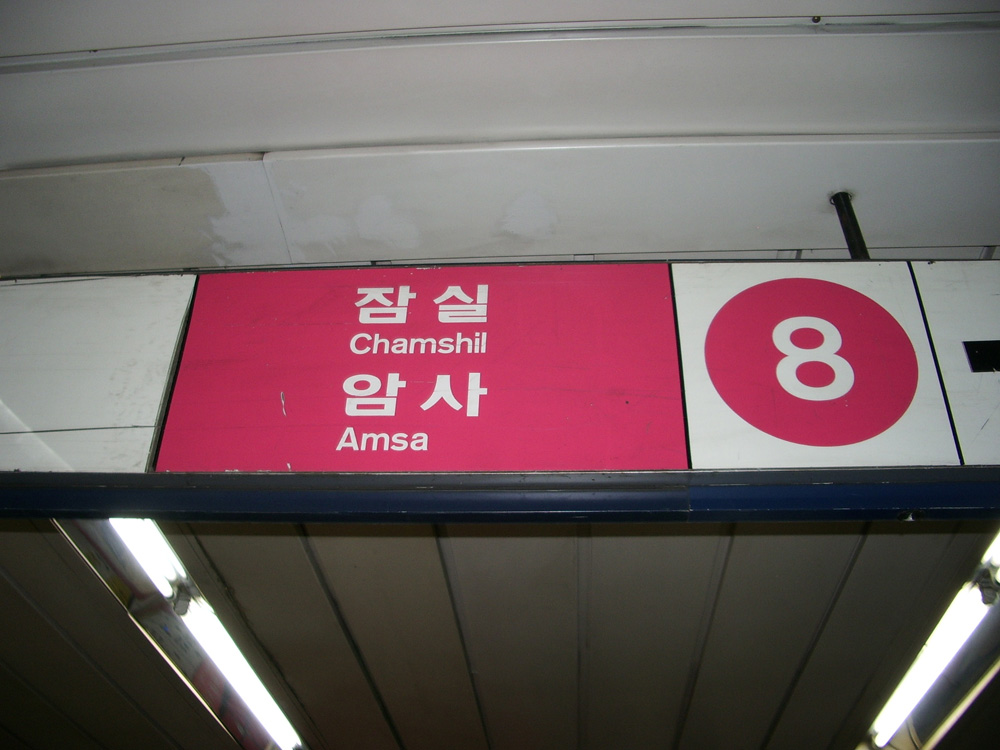
A szöuli 8-as metró Csamsil állomásának korábbi táblája, melyen az állomás neve Chamshil formában szerepelt, ami módosított McCune–Reischauer-rendszer szerinti átírás

A McCune–Reischauer-átírás (IPA: /mɪˈkjuːn ˈraɪʃaʊ.ər/) a koreai nyelv egyik átírási rendszere, melyet George M. McCune és Edwin O. Reischauer publikált 1939-ben. Kevés kivételtől eltekintve a rendszer a kiejtés követésére tesz kísérletet. Dél-Koreában 2000-ig volt használatban, Észak-Koreában ma is egy változatát alkalmazzák. A rendszer diakritikus jelekkel és aposztróffal operál, ami megnehezíti a mindennapi számítógépes használatot, például az internetes keresést. Emiatt nagyon sokszor a diakritikus jeleket és az aposztrófot egyszerűen elhagyták, ami lehetetlenné tette az egyes hangok közötti különbségtételt. Többek között ezért döntött úgy Dél-Korea, hogy lecseréli.
A másik két alkalmazott átírás a koreai nyelvre az átdolgozott átírás (ezt használják Dél-Koreában) és a Yale-átírás (főleg a nyelvészeti cikkekben használatos).

## Átírási táblázatok

### Magánhangzók
| Hangul | ㅏ | ㅐ | ㅑ | ㅒ  | ㅓ | ㅔ | ㅕ | ㅖ | ㅗ | ㅘ | ㅙ  | ㅚ | ㅛ | ㅜ | ㅝ | ㅞ | ㅟ | ㅠ | ㅡ | ㅢ | ㅣ |
| Átírás | a  | ae | ya | yae | ŏ  | e* | yŏ | ye | o  | wa | wae | oe | yo | u  | wŏ | we | wi | yu | ŭ  | ŭi | i  |

* Az ㅔ átírása ë, amennyiben ㅏ vagy ㅗ betűt követ. Erre azért van szükség, hogy megkülönböztessék az ㅐ (ae) betűt az ㅏ에 (aë) betűkapcsolattól, valamint az ㅚ (oe) betűt az ㅗ에 (oë) betűkapcsolattól. Ezek a kombinációk ritkán fordulnak elő, leginkább mondatokban, toldalékolt főnevek esetében, például: 회사에서 hoesaësŏ („a cégnél”) vagy 차고에 ch'agoë („garázsban”).
* Az 이/리(李) és 이(異) koreai vezetéknevek átírása Yi és nem I (például: 이순신 átírása Yi Sunsin).

### Mássalhangzók
| Hangul | Hangul        | ㄱ | ㄲ | ㄴ | ㄷ | ㄸ | ㄹ | ㅁ | ㅂ | ㅃ | ㅅ | ㅆ | ㅇ | ㅈ | ㅉ  | ㅊ  | ㅋ | ㅌ | ㅍ | ㅎ |
| Átírás | Szótag elején | k  | kk | n  | t  | tt | r  | m  | p  | pp | s  | ss | –  | ch | tch | ch' | k' | t' | p' | h  |
| Átírás | Szótag végén  | k  | k  | n  | t  | –  | l  | m  | p  | –  | t  | t  | ng | t  | –   | t   | k  | t  | p  | –  |

- A ㄳ, ㄵ, ㄶ, ㄺ, ㄻ, ㄼ, ㄽ, ㄾ, ㄿ, ㅀ, ㅄ digráfok csak szótag végén helyezkedhetnek el és kiejtésük szerint írandók át.

|               |       | Következő kezdőgyök | Következő kezdőgyök | Következő kezdőgyök | Következő kezdőgyök | Következő kezdőgyök | Következő kezdőgyök | Következő kezdőgyök | Következő kezdőgyök | Következő kezdőgyök | Következő kezdőgyök | Következő kezdőgyök | Következő kezdőgyök | Következő kezdőgyök | Következő kezdőgyök |
| ㅇ1           | ㄱ k  | ㄴ n                | ㄷ t                | ㄹ (r)              | ㅁ m                | ㅂ p                | ㅅ2 s               | ㅈ ch               | ㅊ ch'              | ㅋ k'               | ㅌ t'               | ㅍ p'               | ㅎ h                |                     |                     |
| ------------- | ----- | ------------------- | ------------------- | ------------------- | ------------------- | ------------------- | ------------------- | ------------------- | ------------------- | ------------------- | ------------------- | ------------------- | ------------------- | ------------------- | ------------------- |
| Előző véggyök | ㄱ k  | g                   | kk                  | ngn                 | kt                  | ngn(D)/ngr(É)       | ngm                 | kp                  | ks                  | kch                 | kch'                | kk'                 | kt'                 | kp'                 | kh                  |
| Előző véggyök | ㄴ n  | n                   | n'g                 | nn                  | nd                  | ll/nn               | nm                  | nb                  | ns                  | nj                  | nch'                | nk'                 | nt'                 | np'                 | nh                  |
| Előző véggyök | ㄷ t  | d                   | tk                  | nn                  | tt                  | nn(D)/ll(É)         | nm                  | tp                  | ss                  | tch                 | tch'                | tk'                 | tt'                 | tp'                 | th                  |
| Előző véggyök | ㄹ l  | r                   | lg                  | ll/nn               | ld3                 | ll                  | lm                  | lb                  | ls                  | lj3                 | lch'                | lk'                 | lt'                 | lp'                 | rh                  |
| Előző véggyök | ㅁ m  | m                   | mg                  | mn                  | md                  | mn(D)/mr(É)         | mm                  | mb                  | ms                  | mj                  | mch'                | mk'                 | mt'                 | mp'                 | mh                  |
| Előző véggyök | ㅂ p  | b                   | pk                  | mn                  | pt                  | mn(D)/mr(É)         | mm                  | pp                  | ps                  | pch                 | pch'                | pk'                 | pt'                 | pp'                 | ph                  |
| Előző véggyök | ㅇ ng | ng                  | ngg                 | ngn                 | ngd                 | ngn(D)/ngr(É)       | ngm                 | ngb                 | ngs                 | ngj                 | ngch'               | ngk'                | ngt'                | ngp'                | ngh                 |

1. A ㅇ magánhangzóknál a szókezdő mássalhangzó hiányát jelöli.
2. A 쉬 átírása shwi.
3. Sino-koreai szavakban, lt illetve lch.
D: Dél-Koreában, É: Észak-Koreában
A ㄱ, ㄷ, ㅂ, és ㅈ betűk átírása zöngés ejtéskor g, d, b és j; egyéb pozícióban k, t, p és ch, ez a kiejtési szabály felülírja a fenti táblázatot.

### Példák
- Zöngétlen vagy zöngés mássalhangzók
  - 가구 kagu
  - 등대 tŭngdae
  - 반복 panbok
  - 주장 chujang
- A ㅇ betűt nem veszik figyelembe átíráskor, mivel csak a mássalhangzó hiányát jelöli.
  - 국어 (ejtése: 구거) kugŏ (nem kukŏ)
  - 믿음 (ejtése: 미듬) midŭm (nem mitŭm)
  - 법인 (ejtése: 버빈) pŏbin (nem pŏpin)
  - 필요 (ejtése: 피료) p'iryo (nem p'ilyo)
- r vs. l
  - r
    - Magánhangzók között: 가로 karo, 필요 p'iryo
    - Szótagkezdő ㅎ h előtt: 발해 Parhae, 실험 sirhŏm

  - l
    - Mássalhangzó előtt (kivéve szótagkezdő ㅎ h előtt), szavak végén: 날개 nalgae, 구별 kubyŏl, 결말 kyŏlmal
    - Az ㄹㄹ átírása  ll: 빨리 ppalli, 저절로 chŏjŏllo
- Hasonulások
  - 연락 (ejtése: 열락) yŏllak
  - 독립 (ejtése: 동닙) tongnip
  - 법률 (ejtése: 범뉼) pŏmnyul
  - 않다 (ejtése: 안타) ant’a
  - 맞히다 (ejtése: 마치다) mach’ida
- Palatalizáció
  - 미닫이 (ejtése: 미다지) midaji
  - 같이 (ejtése: 가치) kach’i
  - 굳히다 (ejtése: 구치다) kuch’ida

#### Kivételek
- Az egymás után következő -ㄱㅎ-, -ㄷㅎ- (amennyiben nincs palatalizáció)/-ㅅㅎ-, -ㅂㅎ- betűk átírása kh, th, ph, bár a kiejtésük ㅋ (k’), ㅌ (t’), ㅍ (p’).
  - 속히 sokhi (ejtése: 소키)
  - 못하다 mothada (ejtése: 모타다)
  - 곱하기 kophagi (ejtése: 고파기)
- Amikor egy egyszerű mássalhangzó (ㄱ, ㄷ, ㅂ, ㅅ, ㅈ) szó közepén megkettőződik (ㄲ, ㄸ, ㅃ, ㅆ, or ㅉ), akkor az átírása k, t, p, s, ch lesz, bár a kiejtésük megegyezik a ㄲ (kk), ㄸ (tt), ㅃ (pp), ㅆ (ss), ㅉ (tch) mássalhangzókéval.
  - 태권도 (ejtése: 태꿘도) t'aekwŏndo
  - 손등 (ejtése: 손뜽) sontŭng
  - 문법 (ejtése: 문뻡) munpŏp
  - 국수 (ejtése: 국쑤) kuksu
  - 한자 (漢字, ejtése: 한짜) hancha

## Észak-koreai változat
Észak-Koreában a rendszer módosított változatát használják. A hehezetes mássalhangzók jelölésére nem aposztrófot használnak, hanem egy h betűt. Például a 평성 észak-koreai átírása Phyŏngsŏng, az eredeti pedig P'yŏngsŏng.
Ugyanakkor a ㅊ betűt ch-val írják át, nem chh-val, a ㅈ átírására pedig a j betűt alkalmazzák. Például a 주체 átírása juche és nem chuch’e.
- A ㅉ átírása jj (például: 쪽발이 jjokpari).
- Az ㄹㄹ átírása lr (például: 빨리 ppalri).
- Az ㄹㅎ átírása lh és nem rh (például: 발해 palhae).
- Amikor az ㄹ ejtése ㄴ (például: 목란), az eredeti rendszer n-nel írja át (Mongnan). Az észak-koreai változat megtartja az r-t (Mongran).
- Az ㅇㅇ és ㄴㄱ találkozásakor kötőjelet használnak. Például a 강인 átírása kang-in, az 인기 átírása pedig in-gi.
- Ha az ng-t y vagy w követi, nem használatos a kötőjel (평양 Phyŏngyang; 강원 Kangwŏn).

Az észak-koreai átírásban a személyneveket nem kötőjellel írják, hanem minden szótagot külön, nagybetűvel, például: Kim Il Sung.

## Fordítás
- Ez a szócikk részben vagy egészben  a   McCune–Reischauer című angol Wikipédia-szócikk fordításán alapul.  Az eredeti cikk szerkesztőit annak laptörténete sorolja fel. Ez a jelzés csupán a megfogalmazás eredetét és a szerzői jogokat jelzi, nem szolgál a cikkben szereplő információk forrásmegjelöléseként.